# Гётеборгский кинофестиваль
Гётеборгский кинофестиваль (швед. Göteborgs filmfestival) — ежегодный кинофестиваль в Гётеборге, Швеция.
Впервые был проведён в 1979 году. На первом Гётеборгском кинофестивале в трёх залах было показано 17 фильмов, которые посмотрело три тысячи посетителей. Сегодня этот фестиваль является крупнейшим в Скандинавии; здесь ежегодно в течение десяти дней в январе-феврале показывают примерно 450 фильмов из шестидесяти стран. Эмблема фестиваля — красный дракон.
Гётеборгский кинофестиваль играет важное значение с точки зрения заключения договоров в области киноиндустрии.
Единственным зрителем проходившего в Швеции в 2021 году в условиях социальной изоляции Гётеборгского кинофестиваля стала медсестра скорой помощи.

## Кинофестиваль 2004
Приз ФИПРЕССИ был присуждён фильму финского режиссёра Ю.-П. Сиили «Молодые боги» (2003).

## Кинофестиваль 2008
Программа кинофестиваля 2008 года включала обширную ретроспективу фильмов Ингмара Бергмана — была показана 51 кинолента мастера.
Приз зрительских симпатий достался фильму «Ты, живущий» шведского режиссёра Роя Андерссона.

## Кинофестиваль 2009
32-й Гётеборгский кинофестиваль прошёл с 23 января по 2 февраля. На фестивале было показано 450 фильмов из 65 стран; всего было продано более 120 тысяч билетов (число посетителей — более тридцати тысяч).

## Кинофестиваль 2010
33-й Гётеборгский кинофестиваль прошёл с 29 января по 8 февраля.